# Ruta de Illinois 75
La Ruta de Illinois 75, y abreviada IL 75 (en inglés: Illinois Route 75) es una carretera estatal estadounidense ubicada en el estado de Illinois. La carretera inicia en el oeste desde la IL 26     en Freeport hacia el este en la WI 67     en Beloit. La carretera tiene una longitud de 67 km (41.64 mi).

## Mantenimiento
Al igual que las autopistas interestatales, y las rutas federales y el resto de carreteras estatales, la Ruta de Illinois 75 es administrada y mantenida por el Departamento de Transporte de Illinois por sus siglas en inglés IDOT.

## Cruces
La Ruta de Illinois 75 es atravesada principalmente por la  US 20     en Freeport
 IL 70     en Durand
 IL 2     en Rockton
 IL 251     en South Beloit
 I 90  I 39  US 51  en South Beloit.